# Kanton Bretteville-sur-Laize
Kanton Bretteville-sur-Laize (fr. Canton de Bretteville-sur-Laize) byl francouzský kanton v departementu Calvados v regionu Dolní Normandie. Skládal se z 29 obcí, zrušen byl v roce 2015.

## Obce kantonu
- Barbery
- Boulon
- Bretteville-le-Rabet
- Bretteville-sur-Laize
- Le Bû-sur-Rouvres
- Cauvicourt
- Cintheaux
- Condé-sur-Ifs
- Estrées-la-Campagne
- Fierville-Bray
- Fontaine-le-Pin
- Fresney-le-Puceux
- Fresney-le-Vieux
- Gouvix
- Grainville-Langannerie
- Grimbosq
- Magny-la-Campagne
- Maizières
- Moulines
- Les Moutiers-en-Cinglais
- Mutrécy
- Ouilly-le-Tesson
- Rouvres
- Saint-Germain-le-Vasson
- Saint-Laurent-de-Condel
- Saint-Sylvain
- Soignolles
- Urville
- Vieux-Fumé